# Nadie es perfecto (programa de televisión)
Nadie es perfecto fue un programa de televisión de España de la cadena Telecinco presentado por Jesús Vázquez en el que un grupo de guapos "tontos" competía cada semana contra un grupo de listos "feos" para medir su inteligencia, tenían la ayuda de dos entrenadores que le ayudaban a preparar las pruebas semanales, Ivonne Armant y Xavier Deltell.
El programa comenzó a emitirse en julio de 2007 y acabó en agosto de 2007. En total, se emitieron 7 galas.

## Concursantes

### Grupo de los guapos
| Concursantes             | Edad    | Procedencia | Ocupación                   |
| Curro Hernández Cutillas | 22 años | Granada     | Míster Granada 2006         |
| Hannah Álvarez           | 20 años | Gijón       | Miss Asturias 2006          |
| Lucía Miranda            | 22 años | Madrid      | Modelo y actriz             |
| Raquel Quero             | 25 años | Málaga      | Modelo y bailarina          |
| Raúl Hidalgo             | 21 años | Valladolid  | Modelo, actor y presentador |
| Valmir Sousa             | 29 años | Madrid      | Modelo                      |

### Grupo de los listos
| Concursantes               | Edad    | Procedencia | Ocupación                                                                   |
| Berta Tenorio              | 27 años | Madrid      | Profesora de alemán                                                         |
| Cristina Blasco            | 28 años | Madrid      | Bióloga                                                                     |
| Fernando Polo              | 24 años | Granada     | Profesor de latín, griego y cultura clásica                                 |
| Julio Embid                | 23 años | Madrid      | Licenciado en ciencias políticas y periodismo                               |
| Sebastián "Sebas" González | 28 años | Valencia    | Licenciado en Empresariales y máster en investigación y técnicas de mercado |
| Sylviana Martí             | 22 años | Madrid      | Licenciada en Humanidades y Filosofía                                       |

## Episodios y audiencias
| Temporada | Temporada | Episodios | Estreno            | Final                | Audiencia media | Audiencia media |
| Temporada | Temporada | Episodios | Estreno            | Final                | Espectadores    | Cuota           |
| --------- | --------- | --------- | ------------------ | -------------------- | --------------- | --------------- |
|           | 1         | 7         | 5 de julio de 2007 | 14 de agosto de 2007 | 1 776 000       | 17,7%           |

### Primera temporada (2007)
| N.º (serie) | N.º (temp.) | Fecha                | Audiencia         |
| ----------- | ----------- | -------------------- | ----------------- |
| Temporada 1 |             |                      |                   |
| 1           | 1           | 5 de julio de 2007   | 2 916 000 (24,0%) |
| 2           | 2           | 12 de julio de 2007  | 2 287 000 (19,1%) |
| 3           | 3           | 19 de julio de 2007  | 2 074 000 (17,9%) |
| 4           | 4           | 26 de julio de 2007  | 1 677 000 (14,6%) |
| 5           | 5           | 2 de agosto de 2007  | 1 687 000 (14,0%) |
| 6           | 6           | 7 de agosto de 2007  | 1 049 000 (20,2%) |
| 7           | 7           | 14 de agosto de 2007 | 742 000 (14,4%)   |

## Tras el concurso
Dos concursantes siguieron destacando en el mundo de la televisión:
- Raúl Hidalgo: Concursante de Acorralados.
- Curro Hernández: Tronista de Mujeres y hombres y viceversa.